# Moss Vale
Moss Vale é uma cidade no planalto sul de Nova Gales do Sul, na Austrália. No censo de 2016, ela tinha uma população de 8.579 habitantes e se localiza fica na estrada de Illawarra, que se conecta a Wollongong e a costa de Illawarra através da Passagem de Macquarie.